# Pražská informační služba
Pražská informační služba (zkratka PIS) byla příspěvková organizace zřizovaná hlavním městem Praha. Jejím primárním posláním byla podpora domácího i zahraničního cestovního ruchu v Praze. Organizace byla založena 1. ledna 1958 jako samostatné kulturně-informační a vzdělávací zařízení, jehož účelem byla podpora turismu v Praze. V červenci 2020 Pražská informační služba zanikla transformací z příspěvkové organizace do nové akciové společnosti Prague City Tourism.

## Účel
Pražská informační služba prostřednictvím svých pěti turistických informačních center (Staroměstská radnice, Na Můstku, Václavské náměstí, Letiště Václava Havla – Terminál 1 a Terminál 2) poskytovala souhrnné informace o nabídce cestovního ruchu v Praze, zprostředkovávala služby stávajícím i potenciálním návštěvníkům hlavního města, organizovala vzdělávací cykly a vycházky o historii a současnosti města pro odbornou i laickou veřejnost, vzdělávala profesionální průvodce Prahou a zabezpečovala provoz Staroměstské radnice.
Stěžejní činností organizace byla však propagace a marketing Prahy pro rozvoj domácího a zahraničního cestovního ruchu jak v rámci České republiky, tak i mezinárodně. 
PIS byla členem mezinárodní organizace ECM (European Cities Marketing), v rámci ČR působila v organizaci A.T.I.C. ČR (Asociace turistických informačních center České republiky). Aktivně kooperovala s profesními asociacemi cestovního ruchu doma i v zahraničí, s agenturou CzechTourism a Českými centry, Ministerstvem pro místní rozvoj, zastupitelskými úřady Ministerstva zahraničních věcí a zahraničními i domácími médii.

## Historie
Pražská informační služba vznikla 1. ledna 1958, avšak historie některých jejích pracovišť je mnohem delší.
Oddělení informací (dříve informací a dokumentace) existovalo již v rámci Ústřední informační služby, slavnostně otevřené v červenci 1948 v budově paláce Dunaj na Národní třídě. Tato organizace vznikla po vzoru francouzské informační služby S`il vous plait. Kromě informací v této době pracoviště poskytovalo také právní porady, vyřizovalo telefonické i osobní dotazy. V průběhu několika let spadalo nejprve pod Ministerstvo informací a osvěty, později pod Ministerstvo školství a kultury či Dům výstavních a informačních služeb U Hybernů. Nakonec byla působnost převedena pod Městský dům osvěty.
Teprve v rámci Pražské informační služby vznikl útvar, který zajišťoval dokumentaci a aktualizaci všeobecných faktografických informací o Praze. Ty poskytoval veřejnosti nejprve prostřednictvím turistického informačního střediska Na Příkopě (budova Živnobanky, Na Příkopě 20), později byly jeho služby posíleny pracovištěm telefonních a písemných informací. Počet turistických informačních center rostl a od roku 1995 byly spuštěny také internetové stránky www.pis.cz.
V roce 1953 začal vycházet měsíčník Přehled kulturních pořadů v Praze, který PIS hned po svém vzniku převzala. Časopis informoval Pražany i návštěvníky Prahy o aktuální kulturní nabídce v hlavním městě. Od roku 2014 je kompletní realizace měsíčníku s názvem Pražský přehled kulturních pořadů v rukou soukromého vydavatele, kterého PIS – PCT jeho vydáváním pověřila.
Součástí činnosti Pražské informační služby byla také výstřižková služba, jejíž tradice v Praze začala již v roce 1929. Tehdy v metropoli vznikla pobočka středoevropské výstřižkové kanceláře ARGUS. Roku 1948 byla zlikvidována "pro nepřátelský postoj k lidově-demokratickému zřízení a pro jednostranné komerční zaměření". Vedle ARGUSu zřídilo bývalé Ministerstvo informací a osvěty již v roce 1945 jako svůj výkonný orgán informační výstřižkovou službu ORBIS. Obě fungovaly společně do roku 1948, kdy Orbis převzal i funkci Argusu. Tak byl položen základ k činnosti, která obdobně jako pracoviště informací a dokumentace byla postupně připojena k Domu výstavních a informačních služeb, poté k Městskému domu osvěty a roce 1958 k Pražské informační službě. Výstřižková služba byla pro ekonomickou nerentabilnost zrušena k 31. prosinci 2007.
Vlastivědný útvar, dnes Pražská vlastivěda (kdysi Středisko vlastivědné práce), bylo zřízeno pod Městským domem osvěty. Některé jeho činnosti existují dodnes: Pražská vlastivěda organizuje kurzy pro průvodce Prahou a jejich odborné zkoušky, organizuje vycházky po zajímavých místech v Praze, po stopách významných osobností a událostí. Do roku 2006 organizoval útvar také vlastivědné zájezdy. Od počátku vlastivědný útvar také buduje knihovnu Pragensií pro průvodce a odborné spolupracovníky. 
Vlastivědný útvar měl ve správě různé pražské objekty, v nichž také zajišťoval průvodcovské služby. Kromě Staroměstské radnice byla Pražské informační službě svěřena do správy Prašná brána, Betlémská kaple (do roku 2002), Bludiště i Rozhledna na Petříně, Loreta (v roce 1963 byla předána Muzeu hl. m. Prahy), Malostranské zahrady pod Hradem (až do jejich uzavření kvůli rekonstrukci v 80. letech), kostel sv. Mikuláše na Malé Straně (počátkem 90. let církev ukončila spolupráci s PIS). Po generální rekonstrukci přibyly také věže na obou stranách Karlova mostu – Malostranská mostecká věž (obnovena v roce 1969) a Staroměstská mostecká věž. PIS veřejnosti přiblížila rovněž Dům pánů z Kunštátu a Poděbrad (odevzdáno Pražskému středisku památkové péče a ochrany přírody) a kryptu baziliky sv. Markéty v Břevnově (převzala církev). V posledních letech[kdy?] se velmi rozšířila praxe občasného provádění v zajímavých objektech v rámci vycházek a dnů otevřených dveří (např. Národní a Stavovské divadlo, Valdštejnský palác, Obecní dům aj.). PIS opravila a zpřístupnila veřejnosti také Svatomikulášskou městskou zvonici a Ctěnický zámek.
Mezi jednu z nejdůležitějších činností PIS patřily okružní jízdy Prahou. Před rokem 1989 byla Pražská informační služba jedinou organizací, která v Praze zajišťovala okružní jízdy v češtině i v několika světových jazycích.
Útvar turistických služeb vznikl 1. ledna 1994 vyčleněním turistických informačních středisek z Útvaru informací a dokumentace. Hlavním posláním bylo a je poskytovat informace a zajišťovat služby cestovního ruchu. Útvar měl hlavní středisko Na Příkopě 20, které sloužilo veřejnosti  od roku 1966 do roku 2005. V roce 1989 bylo otevřeno středisko na Hlavním nádraží, roku 1991 bylo k útvaru připojeno středisko na Staroměstském náměstí 22, které se z důvodů restitucí od 1. července 1994 přestěhovalo přímo do budovy Staroměstské radnice. Od roku 1995 do října 2015 bylo v letní sezoně otevřeno informační centrum v Malostranské mostecké věži, roku 2007 vzniklo infocentrum v Rytířské 31, ale následně bylo přesunuto na adresu Rytířská 12. K útvaru byly v roce 1996 připojeny tlumočnické a překladatelské služby, jejichž činnost měla v organizaci také mnohaletou tradici.
Do 30. června 2012 spravovala tehdejší Pražská informační služba osm památkových objektů – Prašnou bránu (s výstavou Pražské věže), Staroměstskou radnici, Staroměstskou mosteckou věž (s promítáním krátkého filmu Karlův most – paprsek staletími), Malostranské mostecké věže (s výstavou Na mostě o mostě), věž chrámu svatého Mikuláše (s výstavou Hudba pražských kůrů), Bludiště na Petříně, Petřínskou rozhlednu (s výstavami Jára Cimrman, génius, který se neproslavil a Rozhledna a její historie) a zámek Ctěnice (s výstavami Za císaře pána… a Kočárovna).
Pražská informační služba zanikla k 31. březnu 2021 a byla nahrazena městskou akciovou společností Prague City Tourism, která byla založena 1. července 2018.